# Прапори штатів Бразилії
Прапор штату Бразилії — офіційний символ штату, який має кожен штат. 

## Штати Бразилії
| Прапор | Затверджений | Використання               | Опис |
| ------ | ------------ | -------------------------- | --- |
|        | 1963 –       | Акрі                       | Прапор розділений по діагоналі на дві рівні частини жовтого та зеленого кольорів. У лівому верхньому куті прапору розміщено червону п'ятикутну зірку. Жовтий колір символізує мир, зелений — надію. Пропорції прапора: 5:7. |
|        | 1963 –       | Алагоас                    | Прапор являє собою червоно-біло-синій вертикальний триколор, в центрі якого розміщено герб штату. Пропорції прапора: 3:2. |
|        | 1982 –       | Амазонас                   | Прапор являє собою біло-червоно-білий горизонтальний триколор з синім кантоном у лівому верхньому куті. В кантоні розміщено одну велику білу п'ятикутну зірку та 24 зірки меншого розміру. Найбільша зірка символізує місто Манаус, столицю штату. Решта — муніципалітети штату. Дві білі смуги символізують надію, а також річки Амазонку і Ріу-Неґру, які протікають по території штату. Червона смуга уособлює сам штат. Пропорції прапора: 5:7.                                                              |
|        | 1984 –       | Амапа                      | Кольори прапору символізують небо і закон (блакитний), землю, віру в майбутнє, свободу і любов (найважливіший колір на прапорі — зелений), природні багатства (жовтий), спокій безпеку громадян (білий), пам'ять подій минулого, пам'ять про тих хто поліг в бою або віддавав всі свої сили на благо штату (чорний). Емблема зліва символізує форт Сан-Хосе де Макапа (побудована португальцями в XVII столітті для відбиття французьких атак). Пропорції прапора: 7:10.                                         |
|        | 1960 –       | Баїя                       | Прапор складається з чотирьох рівнозначних смуг червоного та білого кольорів, які чергуються, та синього кантону в лівому верхньому куті. В кантоні розміщений білий трикутник — масонський символ повстання шахтарів в 1789 році. Синій, білий і червоний — кольори Баїйської революції 1798 року. Пропорції прапора: 5:7. |
|        | 1919 –       | Гояс                       | Прапор складається з восьми рівнозначних смуг зеленого та жовтого кольорів, які чергуються, та синього кантону в лівому верхньому куті. В кантоні розміщено символічне зображення сузір'я Південний Хрест. Жовтий і зелений кольори є національними кольорами Бразилії. На прапорі штату жовтий колір символізує весну і золото, а зелений колір — ліси. Пропорції прапора: 5:7. |
|        | 1947 –       | Еспіриту-Санту             | Прапор являє собою блакитно-біло-червоний горизонтальний триколор з написом португальською «Праця і віра» в центрі. Пропорції прапора: 2:3. |
|        | 1989 –       | Мараньян                   | Біла зірка уособлює штат в «небі Бразилії» і зірку Бета Скорпіона, яка є на прапорі Бразилії. Кольори смуг представляють три раси населення: нащадків португальців (білі смуги), місцевих жителів (червоні) і нащадків африканських рабів (чорні). Показово, що чорних смуг на прапорі найменше. Пропорції прапора: 2:3. |
|        | 1890 –       | Мату-Гросу                 | Прапор являє собою синє полотнище з білим ромбом посередині. В центрі прапора розміщено зелене коло з жовтою п'ятикутною зіркою. Блакитний колір символізує небо, білий — мир, зелений — природу штату. Зірка (Сіріус) символізує сам штат, а жовтий колір — мінеральні ресурси. Пропорції прапора: 7:10. |
|        | 1973 –       | Мату-Гросу-ду-Сул          | Прапор являє собою прямокутне полотнище, розділене білою смугою на ліву зелену і праву синю частини, в нижньому куті синьої частини розташована п'ятикутна зірка золотого кольору. Білий колір символізує надію, зелений — багату рослинність штату, синій — небо; жовта зірка додає баланс, силу і спокій. Пропорції прапора: 7:10. |
|        | 1963 –       | Мінас-Жерайс               | Прапор являє собою прямокутне полотнище білого кольору, в центрі якого розташований червоний рівносторонній трикутник, на сторонах якого написана фраза «Libertas quæ sera tamen», що в перекладі означає: «Свобода, нехай навіть і не відразу». Трикутник символізує Святу Трійцю, а також три ідеали Французької революції: Свободу, рівність, братерство. Білий колір прапора символізує бажання сформувати нову мирну націю, червоний символізує полум'я свободи. Пропорції прапора: 7:10.                   |
|        | 1890 –       | Пара                       | Прапор являє собою прямокутне полотнище червоного кольору, по діагоналі якого проходить біла смуга, в центрі цієї смуги розташована синя п'ятикутна зірка. Пропорції прапора: 2:3. |
|        | 1930 –       | Параїба                    | Прапор являє собою прямокутне полотнище, розділене по вертикалі на чорну і червону частини в пропорції 1:2. У центрі червоної частини написано слово NEGO, що в перекладі з португальської означає «заперечую». Пропорції прапора: 7:10. |
|        | 2002 –       | Парана                     | Прапор являє собою прямокутне полотнище зеленого кольору з широкою білою смугою по діагоналі. У центрі розташоване темно-синє коло, прикрашене двома гілками Араукарії та Мате, в якому знаходяться п'ять зірок і напис з назвою штату. Пропорції прапора: 7:10. |
|        | 1917 –       | Пернамбуку                 | Зірка представляє сам штат, три арки веселки символізують мир і союз, а світило означає, що жителі Пернамбуку — діти Сонця. Хрест стосується назви Санта-Круз (Святий хрест), яке дали Бразилії європейські першовідкривачі. Пропорції прапора: 13:20. |
|        | 2005 –       | Піауї                      | Прапор складається з тринадцяти рівновеликих горизонтальних смуг, які чергуються; семи зеленого і шести жовтого кольорів. У кантоні розташоване синє прямокутне поле з білою п'ятикутною зіркою. Зірка знаходиться вище центру, оскільки під зіркою поміщений напис білими літерами порт. 13 DE MARÇO DE 1823. Дата 13 березня 1823 року — данина пам'яті Битві при річці Женіпапу, що відбулася того дня між військами Бразилії та Португалії в рамках війни за незалежність Бразилії. Пропорції прапора: 7:10. |
|        | 1965 –       | Ріо-де-Жанейро             | Прапор являє собою прямокутне полотнище, розділене на зелену і білу частини. У центрі розташований щит, на якому зображений герб штату. Пропорції прапора: 2:3. |
|        | 1957 –       | Ріу-Гранді-ду-Норті        | На блакитному тлі сонце, що сходить, в середині якого розміщене півколо з горою Фіцрой та Південним Хрестом. У нижній частині прапора символічно показані хвилі Атлантики. Пропорції прапора: 2:3. |
|        | 1966 –       | Ріу-Гранді-ду-Сул          | Прапор являє собою прямокутне полотнище, розділене двома діагональними лініями на зелену, червону і жовту частини. У центрі в білому овалі розташований герб штату. Пропорції прапора: 7:10. |
|        | 1981 –       | Рондонія                   | Прапор являє собою прямокутне полотнище, верхня частина якого синього кольору. Нижня частина двох кольорів: площина, окреслена лініями, що йдуть з нижніх кутів прапора до його центру — зелена, інша частина — жовта. У центрі прапора розташована біла п'ятикутна зірка. Пропорції прапора: 7:10. |
|        | 1981 –       | Рорайма                    | Прапор складається з трьох діагональних смуг в напрямку зліва направо і знизу вгору. Кольори смуг: синій, білий і зелений. У нижній частині прапора знаходиться вузька червона смуга. У центрі прапора є золота зірка яка виходить за межі центральної смуги. Пропорції прапора: 2:3. |
|        | 1932 –       | Сан-Паулу                  | На прапорі зображені 7 чорних і 6 білих горизонтальних смуг, у крижі знаходиться емблема з силуетом Бразилії і чотирма зірками. Пропорції прапора: 19:31. |
|        | 1953 –       | Санта-Катарина             | Прапор являє собою прямокутне полотнище, розділене на три рівновеликі горизонтальні смуги: верхня і нижня червоного кольору, середня — білого. У центрі прапора в зеленому ромбі розташований герб штату. Пропорції прапора: 2:3. |
|        | 1967 –       | Сеара                      | Прапор являє собою прямокутне полотнище зеленого кольору, в центрі розташований золотий ромб, всередині якого в білому колі зображено герб штату. Пропорції прапора: 7:10. |
|        | 1952 –       | Сержипі                    | Прапор являє собою прямокутне полотнище, яке складається з чотирьох горизонтальних смуг зеленого і жовтого кольорів, які чергуються. У лівому верхньому куті розташований темно-синій квадрат, в якому зображені п'ять білих п'ятикутних зірок. Зірки символізують п'ять головних рік штату. Пропорції прапора: 7:10. |
|        | 1989 –       | Токантінс                  | Прапор являє собою прямокутне полотнище, яке складається з трьох рівновеликих діагональних смуг синього, білого і золотого кольорів. У центрі білої смуги зображено сонце. Пропорції прапора: 7:10. |
|        | 1969 –       | Федеральний округ Бразиліа | Прапор являє собою прямокутне полотнище білого кольору, в центрі якого зображений зелений квадрат, з хрестом жовтого кольору всередині. Білий колір уособлює мир, зелений — ліси регіону. Хрест символізує індіанську спадщину і силу, що виходить з центру у всіх напрямках. Пропорції прапора: 2:3. |